# Юмашевы
Юма́шевы — древний русский дворянский род.
Род Юмашевых восходит к концу XVI века. В VI часть родословной книги Рязанской губернии записаны пять ветвей Юмашевых. Есть ещё несколько дворянских родов Юмашевых, более позднего происхождения.

## Известные представители
- Юмашев Никита Сеюшев — московский дворянин (1627—1640),
- Юмашев Иван Корел—Мурзин — московский дворянин (1668—1677).
- Юмашев Пётр Акъ—Мурзин — стольник (1686—1692).
- Юмашев Евтифей Васильевич — московский дворянин (1692).
- Юмашевы: Семён Иванович, Фёдор Никитич, Пётр и Иван Васильевичи, Матвей и Иван Дмитриевичи — стольники (1677—1692)[3].